# Swiss Futsal Premier League
La Swiss Futsal Premier League è la massima divisione del campionato svizzero maschile di calcio a 5.

## Storia
Il campionato nazionale è iniziato nella stagione 2004-2005 con un torneo non ufficiale di sei gironi territoriali ricomposti in tre gironi per il titolo e tre di classificazione, il primo campione svizzero è stato l'Uni Futsal Team Bulle. Nell'anno successivo il campionato è stato suddiviso in due gironi di otto e sette squadre, ai playoff si sono qualificate le prime due di ogni girone, ma la vittoria finale è stata di nuovo a favore dell'Uni Futsal Team Bulle. Dall'annata 2005-2006 la formula dei due gironi e playoff finali non è cambiata, pur cambiando il numero di partecipanti. A partire dalla stagione 2006-2007 si disputa il primo campionato ufficiale con una nuova vittoria dell'Uni Futsal, nella stagione 2007-2008 è stato il FC Seefeld Zürich ad aggiudicarsi la manifestazione, bissando nella successiva annata il titolo. Il Seefeld non è poi riuscito a giungere al terzo titolo, sconfitto nei quarti di finale della stagione 2009-2010, il campionato è andato per la prima volta al MNK Croatia 97, formazione di Appenzell, che ha battuto nella finale di Berna il FC Geneva.

## Albo d'oro
- 2006-2007:  Bulle (1)
- 2007-2008:  Seefeld (1)
- 2008-2009:  Seefeld (2)
- 2009-2010:  Croatia Appenzell (1)
- 2010-2011:  Geneva (1)
- 2011-2012:  Minerva (1)
- 2012-2013:  Minerva (2)
- 2013-2014:  Bulle (2)
- 2014-2015:  Mobulu (1)
- 2015-2016:  Maniacs (1)

- 2016-2017:  Minerva (3)
- 2017-2018:  RCD Fidell (1)
- 2018-2019:  Minerva (4)
- 2019-2020: non conclusa
- 2020-2021: non conclusa
- 2021-2022:  Minerva (5)
- 2022-2023:  Minerva (6)
- 2023-2024:  Minerva (7)